# Aalsmeer
Aalsmeer és un municipi de la província d'Holanda del Nord, al centre-oest dels Països Baixos. L'1 de gener del 2021 tenia 31.991 habitants repartits sobre una superfície de 32,24 km² (dels quals 11,66 km² corresponen a aigua). Limita al nord amb Haarlemmermeer, Schiphol i Bovenkerk, a l'oest amb Rijsenhout, a l'est amb Amstelveen i al sud amb Kaag en Braassem, De Kwakel i Uithoorn.

## Centres de població
Aalsmeer, Kudelstaart, Oosteinde.

## Ajuntament
Des del 16 d'abril del 2019, l'alcalde del municipi és Gido Oude Kotte del CDA. Els 23 membres del consistori municipal són, des del 2022:
| Partit            | Escons |
| ----------------- | ------ |
| Absoluut Aalsmeer | 6      |
| CDA               | 6      |
| VVD               | 5      |
| D66               | 2      |
| GL                | 2      |
| PvdA              | 1      |
| Font:             |        |

## Personatges coneguts
- Peter R. de Vries (1956-2021), periodista d'investigació